# Tianshui
Tianshui (cinese: 天水; pinyin: Tiānshuǐ) è una città-prefettura della Cina nella provincia del Gansu, lungo il corso del fiume Wei.

## Storia
La città è stata per secoli un importante centro sulla via della seta.

## Amministrazione
La prefettura amministra due distretti, quattro contee e una contea autonoma:
- Distretto di Qinzhou
- Distretto di Maiji
- Contea di Qingshui
- Contea di Qin'an
- Contea di Gangu
- Contea di Wushan
- Contea Autonoma di Zhangjiachuan Hui